# Here Where There Is Love
| Оценки критиков               | Оценки критиков |
| Источник                      | Оценка          |
| ----------------------------- | --------------- |
| AllMusic                      | [ 1 ]           |
| Encyclopedia of Popular Music | [ 2 ]           |
| The Rolling Stone Album Guide | [ 3 ]           |

The Sensitive Sound of Dionne Warwick — шестой студийный альбом американской певицы Дайон Уорвик, выпущенный в 1966 году на лейбле Scepter Records. Продюсерами альбома стали Берт Бакарак и Хэл Дэвид.
Это был первый альбом певицы, попавший в первую двадцатку чарта Billboard Top LPs, а также первым альбомом возглавившим Hot R&B LPs. В 1970 году пластинка получила золотую сертификацию от Американской ассоциации звукозаписывающих компаний за более чем 500 000 проданных копий.

## Список композиций
| №  | Название                                   | Автор(ы)                | Длительность |
| -- | ------------------------------------------ | ----------------------- | ------------ |
| 1. | «Go with Love»                             | Берт Бакарак, Хэл Дэвид | 2:47         |
| 2. | «What the World Needs Now Is Love»         | Берт Бакарак, Хэл Дэвид | 3:14         |
| 3. | «I Just Don’t Know What to Do with Myself» | Берт Бакарак, Хэл Дэвид | 3:50         |
| 4. | «Here, Where There Is Love»                | Берт Бакарак, Хэл Дэвид | 2:30         |
| 5. | «Trains and Boats and Planes»              | Берт Бакарак, Хэл Дэвид | 2:46         |

| №   | Название                             | Автор(ы)                                                | Длительность |
| --- | ------------------------------------ | ------------------------------------------------------- | ------------ |
| 6.  | «Alfie»                              | Берт Бакарак, Хэл Дэвид                                 | 2:43         |
| 7.  | «As Long as He Needs Me»             | Лайонел Барт                                            | 2:50         |
| 8.  | «I Wish You Love»                    | Шарль Трене, Лео Шолиак; Альберт Биш (английский текст) | 2:49         |
| 9.  | «(I Never Knew) What You Were Up To» | Ронни Лимэн, Ричи Друз, Бобби Лимэн                     | 2:40         |
| 10. | «Blowing in the Wind»                | Боб Дилан                                               | 2:19         |

## Чарты
| Чарт (1966-67)                         | Высшая позиция |
| -------------------------------------- | -------------- |
| Великобритания (UK Albums Chart)       | 39             |
| США (Billboard 200)                    | 18             |
| США (Billboard Top R&B/Hip-Hop Albums) | 1              |

## Сертификации и продажи
| Регион                                                      | Сертификация | Продажи  |
| ----------------------------------------------------------- | ------------ | -------- |
| США (RIAA)                                                  | Золотой      | 500 000^ |
| ^ Данные о тиражах приведены только на основе сертификации. |              |          |